# Edward Stanley, 1. Baron Monteagle
Edward Stanley, 1. Baron Monteagle KG (* um 1460; † 6. April 1523)  war ein englischer Adliger.

## Leben
Edward Stanley war der fünfte Sohn des Thomas Stanley, 1. Earl of Derby, aus dessen erster Ehe mit Eleonor Neville. Edward IV. schlug ihm am 24. Juli 1482 zum Knight Banneret und er war 1483 einer der Sargträger bei dessen Beerdigung.
Vom Aufstieg seines Vaters unter Henry VII. profitierte auch der Sohn. 1484 war er Friedensrichter für Kent und im Herbst 1485 wurde Edward Stanley High Sheriff von Lancashire. Am 15. Oktober 1485 wurde er um Hilfestellung gegen einen schottischen Angriff ersucht und am 1. Dezember 1485 wird ihm das Amt des Keeper of New Park in Langley übertragen. 1488/89 wurden ihm die Herrensitze von Farleton in Lonsdale, Fareleton in Westmorland und Brierley in Yorkshire übertragen. 1509 war er Friedensrichter für Westmorland und Yorkshire.
1511 diente Edward Stanley als Verantwortlicher für die Musterung (Commissioner of array) in Yorkshire und Westmoreland. 1513 nahm er an der Schlacht von Flodden Field teil. Sein Beitrag zu dieser Schlacht ist umstritten, denn er war nur für die Nachhut verantwortlich, trotzdem soll er entscheidend zum englischen Sieg beigetragen haben. Der Volksmund schreibt ihm die Tötung des schottischen Königs Jakob IV. zu. Für seinen Beitrag zum Gewinn der Schlacht wurde er am 23. April 1514 zum Knight Companion des Hosenbandordens ernannt und am 8. Mai 1514 feierlich in den Orden eingeführt.
Am 23. November 1514 wurde er durch Writ of Summons ins House of Lords einberufen und damit zum erblichen Baron Monteagle erhoben. Im Juni 1520 nahm er am Treffen des englischen und französischen Königs auf dem Field of the Cloth of Gold in der Nähe von Calais teil.
Edward Stanley starb am 6. April 1523 und wurde in Hornby begraben.

## Familie
Edward Stanley heiratete in erster Ehe Elizabeth Vaughan, die Tochter des Sir Thomas Vaughan, Gutsherr von Tretower in Brecknockshire. Die Ehe blieb kinderlos. In zweiter Ehe heiratete er Anne Harrington, eine Tochter des Sir John Harrington. Aus der Ehe ging mindestens ein Sohn, Thomas Stanley, hervor, der ihn 1523 als Baron Monteagle beerbte. Er hatte zudem zwei uneheliche Söhne (Thomas und Edward) und eine uneheliche Tochter (Mary).